# Кораблиха
Кораблиха — деревня в составе Шангского сельского поселения Шарьинского района Костромской области России.

## География
Расположена на автодороге Урень — Шарья — Никольск — Котлас Р157, на правом берегу реки Ветлуга.

## История
Согласно Спискам населенных мест Российской империи в 1872 году деревня относилась к 3 стану Ветлужского уезда Костромской губернии. В ней числилось 9 дворов, проживало 42 мужчины и 34 женщины.
Согласно переписи населения 1897 года в деревне проживало 140 человек (50 мужчины и 90 женщины).
Согласно Списку населенных мест Костромской губернии в 1907 году деревня относилась к Шангско-Городищенской волости Ветлужского уезда Костромской губернии. По сведениям волостного правления за 1907 год в деревне числилось 29 крестьянских дворов и 160 жителей. Основным занятием жителей деревни был лесной промысел.

## Население
| 2008 | 2010 | 2014 |
| ---- | ---- | ---- |
| 6    | ↘3   | ↗6   |